# Katowice Kokociniec
Ten artykuł dotyczy przyszłego wydarzenia. Informacje w nim zawarte mogą się zmienić wraz z pojawieniem się nowych faktów, a początkowe doniesienia mogą być niepewne. Ostatnie aktualizacje tego artykułu mogą nie odzwierciedlać najbardziej aktualnych informacji.
Katowice Kokociniec – budowany od 2025 roku przystanek osobowy w Katowicach, położony przy ulicy Szadoka w dzielnicy Załęska Hałda-Brynów część zachodnia. 
Przystanek powstaje w ramach zadania pn. Prace na podstawowych ciągach pasażerskich (E30 i E65) na obszarze Śląska, Etap I: linia E65 na odc. Będzin – Katowice – Tychy – Czechowice-Dziedzice – Zebrzydowice.
Docelowo przystanek ma posiadać dwa perony jednokrawędziowe zlokalizowane na linii kolejowej nr 656 wraz z przejściem podziemnym koło wiaduktu pod linią kolejową nr 171.
Przystanek powstaje w miejscu istniejącego w latach 1948–1994 posterunku odstępowego, który po oddaniu do użytku blokady samoczynnej został zlikwidowany w 1994 roku.